# Karl Asmund Rudolphi

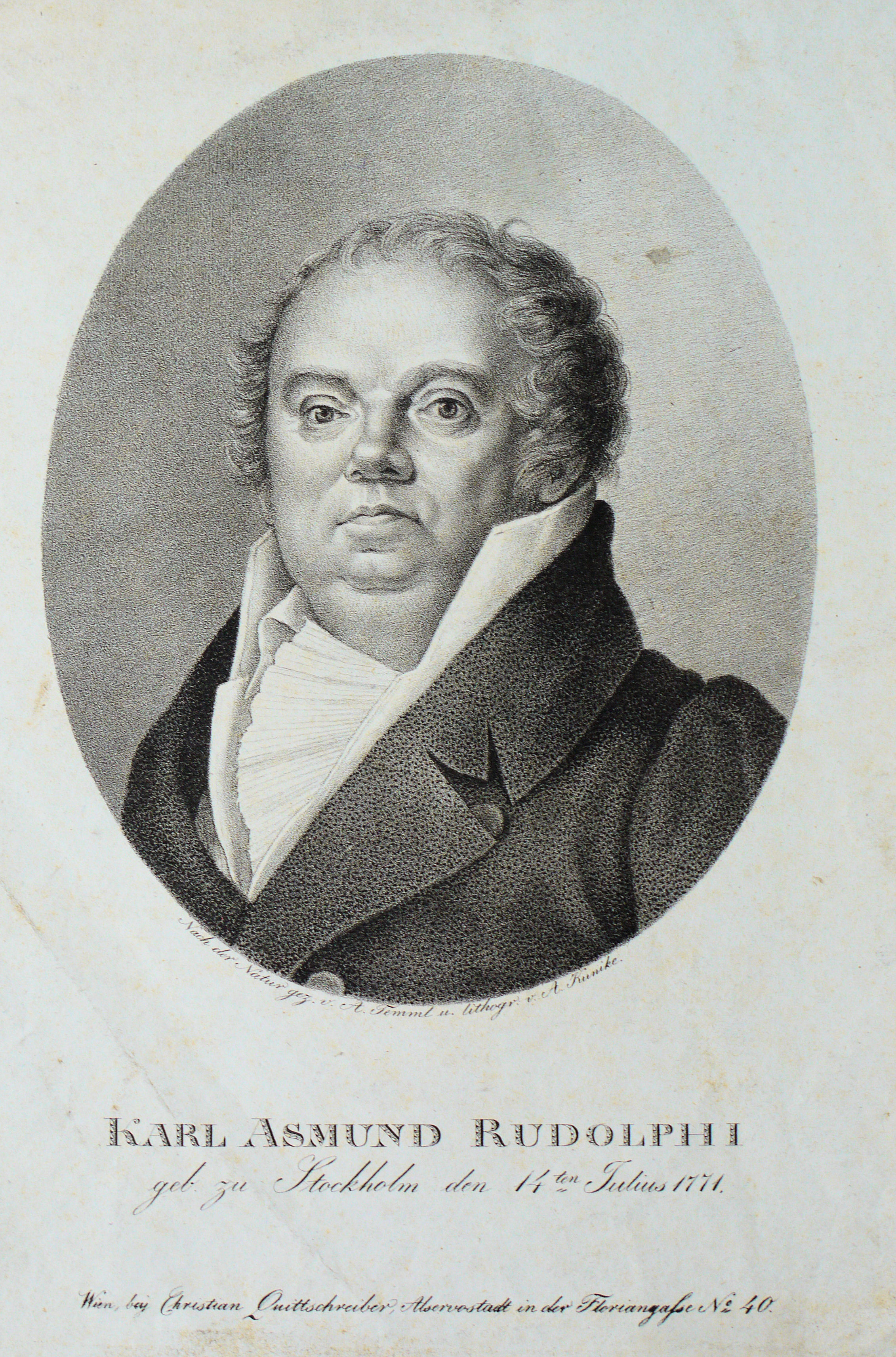
Karl Asmund Rudolphi Lithographie von Adolf Kunike, um 1820

Karl Asmund Rudolphi (* 14. Juli 1771 in Stockholm; † 29. November 1832 in Berlin) war ein in Schweden geborener deutscher Mediziner, Anatom und Physiologe, Botaniker und Zoologe. Sein offizielles botanisches Autorenkürzel lautet „Rudolphi“. Rudolphi sammelte kenntnisreich antike Münzen.

## Leben
Rudolphi war Sohn des aus Magdeburg stammenden Konrektors der deutschen Schule in Stockholm und Predigers Johann Daniel Bernhard Rudolphi († 1778). Seine Mutter, Elenora Katharina Margareta Elisabeth von Thienen († 1802), Tochter eines Kaufmanns, stammte aus Stralsund.
Rudolphi besuchte in Stralsund, welches zu dieser Zeit zu Schwedisch-Pommern gehörte, das Sundische Gymnasium im Katharinenkloster, einer seiner Mitschüler war Ernst Moritz Arndt. 1790 begann Rudolphi mit dem Studium der Naturwissenschaften und Medizin an der damals schwedischen Universität Greifswald. Er hörte Vorlesungen des Chirurgen Lorenz Wilhelm von Haselberg (1764–1844) und Naturwissenschaften bei Christian Ehrenfried Weigel (1748–1831).
Im Jahr 1793 wurde er zum Doktor der Philosophie promoviert, eine Voraussetzung um in Greifswald die medizinische Promotion erlangen zu können, Thema der Dissertation Observationes circa vermes intestinales. Es folgten Studienaufenthalte an den Medizinischen Fakultäten in Jena, wo er Vorlesungen von Christoph Wilhelm Hufeland (1762–1836) besuchte, und in Berlin.
Er wanderte botanisierend 1795 zu Fuß nach Dresden, Karlsbad, Erlangen, Fulda, Göttingen und in den Harz. Rudolphi war ab 1794 Mitglied in der St.-Johannes-Freimaurerloge.
Zum Doktor der Medizin wurde er 1795 promoviert, es war die erweiterte Dissertation des ersten Themas Observationes circa vermes intestinales (pars II). Die Venia Legendi für die Fächer Anatomie, Physiologie und Therapie beantragte Rudolphi am 5. April 1796, nachdem er seine Habilitation De ventriculis cerebri vor der Medizinischen Fakultät verteidigte. Im Jahr 1797 erhielt er dann die venia legendi an der Universität Greifswald.
Rudolphi heiratete 1797 Friederike Eleonore Wilhelmine, die aber bereits im Jahr 1801 starb. Mit ihr hatte er zwei Töchter. Im Jahr 1802 unternahm er erneut eine ausgedehnte Studienreise durch Deutschland, Holland, Frankreich, die Schweiz und Österreich, auf der er Botanische Gärten ebenso wie naturhistorische Sammlungen und veterinärmedizinische Anstalten besuchte. Seine Arbeit über die Anatomie der Pflanzen (1807), in der er Bau und Funktion der Spaltöffnungen und das Zellgewebe detailliert darstellte, wurde von der Göttinger Societät der Wissenschaften ausgezeichnet.
Im Jahr 1802 heiratete er erneut. Seine zweite Ehefrau Charlotte Wilhelmine war die älteste Tochter des Greifswalder Bürgermeisters Siegfried Joachim Meyer (1751–1833). Aus der Ehe gingen drei Töchter und ein Sohn hervor. Die Töchter starben frühzeitig, der Sohn Karl Eduard Rudolphi arbeitete später ebenfalls als Arzt. Am neu gegründeten Veterinärinstitut in Greifswald wurde K. A. Rudolphi 1801 Professor der Tierarzneikunde (ab 1808 ordentlicher Professor für Anatomie) und erhielt die Ernennung zum Beisitzer des Gesundheitskollegiums. Rufe nach St. Petersburg und Uppsala hatte er abgelehnt, vielmehr folgte er 1810 der Berufung auf den Lehrstuhl für Anatomie und Physiologie an der neu gegründeten Berliner Universität. Ihr ging eine Empfehlung von Wilhelm von Humboldt voraus. Rudolphi lehrte Anatomie, Botanik und Zoologie und wurde zugleich Direktor des anatomisch-zootomischen Museums, das er letztlich zu einem angesehenen Forschungsinstitut machte. Ab 1816 war er auch Lehrer am medizinisch-chirurgischen Königl. Friedrich-Wilhelms-Institut und an der Militärakademie sowie Mitglied der Königlich-Preußischen Akademie der Wissenschaften.
Im Februar 1820 schrieb er einige Briefe an den Minister Karl vom Stein zum Altenstein, um den zugesagten „eisernen Vorschuß“ für das Betreiben der etatmäßig nicht fixierten Ausgaben zu erhalten. Doch der erwartete Erfolg blieb aus. So entschloss sich Rudolphi, die Leitung seines Museums niederzulegen. Der Brief vom 10. März 1820, auszugsweise wiedergegeben, beleuchtet auch die Höhe seines Salärs:

„Euer Hochwohlgeboren, ersuche ich gehorsamst, das beiliegender Schreiben, worin ich um eine andere Stellung als Direktor des anatomischen Theaters und Museums, oder um meine Entlassung als Direktor bitte, einem Hohen Ministerium zu Überreichen.(…) Alle meine Collegen stehen in angenehmeren Verhältnissen. Weiss und Lichtenstein wohnen bei ihren Museen, welches unbezahlbar ist und durch keine location gutgemacht werden kann. Das meinige beträgt auch nur halb so viel, als ich für meine Wohnung gebe. Ihre Berechnungen sind einfach, Link, Berend, Grafe führen gar keine. Ich muß immerfort rechnen und bin stets in Vorschuß, so daß ich mir oft selbst wieder Geld leihen muß. Meckel in Halle bekommt jährlich eine Summe sein Kabinett zu unterhalten, und hat natürlich keine Berechnung, und nach seinem Tode ist sein Kabinett für seine Familie ein bedeutendes Kapital.(…) Ich bin auch noch auf eine andere Weise im Nachteil. Wie ich hierhergerufen ward, ging ich ohne im geringsten zu handeln mit dem Gehalt von 1 500 Th[alern] hierher, obgleich ich kurz zuvor mit 3 000 Th[alern]  ausgeschlagen hatte, bloß weil ich in Upsala wenig, hier viel leisten zu können hoffte. Als ich hierher kam, war mein Gehalt auf Universität und Akademie vertheilt, wodurch ich 200 Th[aler]  einbüßte, denn alle Professoren, die zu Akademikern gezählt sind (Boeckh, Rühs, Wilken etc.) bekamen zu ihrem Gehalt so viel extra als Akademiker. Ich, obgleich als Universitätslehrer mit 1 500 Th[alern] berufen, kann keinen Anspruch darauf machen. (…)“

Der Minister Karl Freiherr vom Stein zum Altenstein kam dem Antrag, die Leitung seines Museums niederzulegen, nicht nach und bat Rudolphi, sich weiter um die bisherigen Belange zu kümmern, er gewährte ihm aber alle möglichem Erleichterungen zur Führung. Das Ministerium erhöhte ihm ferner den „eisernen Vorschuß“ auf 400 Thaler und deutete ihm die Möglichkeit an, in einer Amtswohnung auf dem Universitätsgelände zu wohnen, obgleich zu diesem Zeitpunkt noch keine Möglichkeit bestand.
Umgerechnet sind 1000 Taler in dieser Zeit, von 1819 bis 1838, mit etwa 16.000 € anzunehmen.
Sein Schwiegersohn war Jan Evangelista Purkyně, der 1827 seine Tochter Julia Rudolphi (1800–1835) heiratete.
Er war Rektor der Berliner Universität in den Universitätsjahren 1813/1814 und 1824/1825.
Es bestanden folgende Mitgliedschaften: Königlich Preußische Akademie der Wissenschaften, Akademie der Wissenschaften zu Göttingen, Gesellschaft für Natur- und Heilkunde in Berlin, Mitglied der Kaiserlich Leopoldinisch-Carolinischen Akademie der Naturforscher, Wissenschaftliche Deputation für das Medizinalwesen. Seit 1803 war er korrespondierendes Mitglied der Russischen Akademie der Wissenschaften in Sankt Petersburg und seit 1819 der Académie des sciences.
Rudolphi starb im November 1832 im Alter von 61 Jahren in Berlin. Die Beisetzung erfolgte auf dem dortigen Friedhof I der Jerusalems- und Neuen Kirchengemeinde vor dem Halleschen Tor. Das Grab ist nicht erhalten.

## Wissenschaftliche Leistung
Schon in Greifswald lieferte er die wichtigen, seinen Ruf besonders begründenden Arbeiten über Eingeweidewürmer und Anatomie der Pflanzen.
Später beschäftigte er sich nur mit der Anatomie der Wirbeltiere. In Berlin gab er dem Studium der vergleichenden Anatomie einen mächtigen Impuls und gründete das Zootomische Museum, aus dem das Museum für Naturkunde hervorging.
Seine Sammlung von Eingeweidewürmern sowie seine 17.000 Bücher umfassende Bibliothek wurden nach seinem Tod von König Friedrich Wilhelm III. für die Berliner Sammlungen angekauft.

## Münzsammlung
Karl Asmund Rudolphi trug kenntnisreich eine bedeutende und umfangreiche Münzsammlung zusammen. Er zählte zu einem Kreis von Münzensammlern, der in Berlin im Haus des Privatgelehrten und Numismatikers Benoni Friedländer (1773–1858) zusammenkam. Das Münzkabinett des Königlichen Museums in Berlin (heute Altes Museum) kaufte 1834 Rudolphis Sammlung an.

## Ehrungen
Rudolphi wurde 1821 mit dem Roten Adlerorden 3. Klasse und 1828 mit dem Schwedischen Nordsternorden ausgezeichnet. Nach ihm und nach einem Hofrat Rudolph aus St. Petersburg wurden benannt die Pflanzengattungen Rudolphia Willd. und Neorudolphia Britton aus der Familie der Hülsenfrüchtler (Fabaceae).

## Schriften (Auswahl)
- Beobachtungen über die Eingeweidewürmer. In: Archiv für Zoologie und Zootomie, 2, 1801, S. 1–65, ub.uni-frankfurt.de
- Neue Beobachtungen über die Eingeweidewürmer. In: Archiv für Zoologie und Zootomie, 3, 1803, S. 1–32, ub.uni-frankfurt.de
- Bemerkungen Aus Dem Gebiet Der Naturgeschichte, Medicin Und Thierarzneykunde: Auf Einer Reise Durch Einen Theil Von Deutschland, Holland Und Frankreich Gesammelt. In der Realschulbuchhandlung, Berlin 1804
- Entozoorum sive vermium intestinalium historia naturalis (Amsterdam 1808–10, 3 Bde.), wovon die Synopsis entozoorum (Berlin 1819) ein Auszug ist
- Grundriß der Physiologie. 3 Bände. Dümmler, Berlin 1821–1828. (Digitalisat Band 1), (Band 2,1), (Band 2,2), (Digitalisat)
- Anatomie der Pflanzen. Mylius, Berlin 1807. (Digitalisat)
- Beyträge zur Anthropologie und allgemeinen Naturgeschichte. Haude & Spener Berlin 1812. (Digitalisat)

### Herausgeber
- mit Paul Scheel und Christoph Heinrich Pfaff: Nordisches Archiv für Natur- und Arzneywissenschaft und Chirurgie (1799–1805)
- mit Carl Friedrich von Gräfe, Christoph Wilhelm Hufeland, Heinrich Friedrich Link und Eduard von Siebold: Encyclopädisches Wörterbuch der Medicinischen Wissenschaften. 12 Bände, J. W. Boike, Berlin 1828–1834.